# Puente del Eume
El puente del Eume, también llamado puente de Piedra, es una construcción que comunica los municipios de Cabañas y Puentedeume, a través del río Eume (La Coruña, Galicia, España).

## Historia
La primera referencia escrita es de 1162 y se refiere a un puente de madera. Sin embargo, ya debía existir desde tiempo inmemorial para comunicar ambas márgenes del río, habitadas desde tiempos remotos. A finales del siglo XIV, Fernán Pérez de Andrade mandó construir un puente de cantería. Dicho puente tenía 78 arcos y dos torres: entre los arcos 8.º y 9.º la Torre del Puente, y entre los arcos 40.º y 41.º la Torre del Risco. Entre los arcos 2.º y 3.º estaban, sobre unas peanas, los símbolos de Fernán Pérez: el oso y el jabalí. Al final del puente había un crucero. También había un hospital de peregrinos entre los arcos 19.º y 20.º. El puente fue reparado en varias ocasiones de los daños que ocasionaban las crecidas del río, mas no pudieron evitar el deterioro progresivo del puente. Así, desaparece el hospital entre 1791 y 1820 y en 1843 desaparecen las torres y los símbolos de los Andrade. Finalmente, se derriba el puente y se construye uno nuevo entre 1863 y 1873, inicialmente con 11 arcos que se amplían progresivamente hasta los 15 actuales. El oso y el jabalí del puente de Fernán Pérez están hoy en día en el claustro del convento de San Agustín (actual casa de la cultura de Puentedeume).
Hasta la inauguración de la AP-9 Guísamo-Ferrol en 2003 fue el puente el principal acceso por la costa a Puentes de García Rodríguez y Ferrol desde La Coruña y Betanzos.
- Datos: Q20545558
- Multimedia: Stone Bridge (Pontedeume) / Q20545558